# El Dorado Hills
El Dorado Hills önkormányzat nélküli statisztikai település az USA Kalifornia államában, El Dorado megyében. Lakosainak száma 50 547 fő (2020. április 1.).